# Federico Bernardeschi
Federico Bernardeschi (pronunția italiană: [federico bernardeski], n. 16 februarie 1994, Carrara, Italia) este un fotbalist italian liber de contract, care joacă pe post de mijlocaș lateral. Pe plan internațional, are prezențe la națională pentru Italia U18⁠(d), Italia U19⁠(d), Italia U20⁠(d), Italia U21⁠(d) și Italia.
Și-a început cariera cu Atletico Carrara și Polisportiva Ponzano. În 2003, s-a mutat în sistemul de tineret Fiorentina, unde a petrecut 10 ani, înainte de a petrece un sezon de împrumut la Crotone în timpul sezonului 2013-2014. S-a întors la Fiorentina în sezonul următor. În iulie 2017, a fost vândut lui Juventus.
La nivel internațional, a reprezentat Italia la nivel de tineret, debutând la seniori în 2016 și a fost membru al echipei naționale la UEFA Euro 2016.
Porecla lui este Brunelleschi, după faimosul arhitect Fillipo Brunelleschi, pentru tehnica și eleganța sa pe teren.

## Carieră

### Primii ani
A început să joace fotbal la vârsta de șase ani la Atletico Carrara. Un an mai târziu, s-a transferat la Ponzano, o școală de fotbal din Empoli, înainte de a ajunge la Fiorentina, care l-a introdus în grupul de vârstă "Pulcini", la vârsta de nouă ani în 2003.
După ce a trecut prin mai multe echipe de tineret la Fiorentina, a petrecut sezonul 2013-14 la Crotone în Serie B. A debutat la 19 ani, pe 8 septembrie 2013 împotriva lui Pescara, când a intrat pe teren după 75 de minute, înlocuindu-l pe Soufiane Bidaoui. La sfârșitul sezonului, Bernardeschi a marcat 12 goluri în 39 de apariții, iar Crotone a exercitat opțiunea de a achiziționa jumătate din contractul jucătorului în coproprietate.

### Fiorentina
La 20 iunie 2014, Fiorentina a răscumpărat oficial jumătate din contractul lui Bernardeschi cu Crotone și a fost introdus în prima echipă sub conducerea lui Vincenzo Montella. În timpul sezonului 2014-15 a avut 10 apariții și trei goluri în toate competițiile, parțial împiedicat de o fractură la gleznă, care l-a ținut pe bară din noiembrie 2014. A debutat în seria A la 14 septembrie 2014, la vârsta de 20 de ani, când a intrat de pe bancă în minutul 57 într-o remiză de 0-0 împotriva lui Genoa. Patru zile mai târziu, el a debutat într-o victorie cu 3-0 acasă împotriva lui Guingamp în UEFA Europa League, în care a marcat primul gol pentru club. După ce s-a întors în echipă după accidentarea sa, a marcat primul său gol în Serie A în ultimul meci al sezonului, într-o victorie cu 3-0 împotriva lui Chievo pe 31 mai 2015.
A primit tricoul cu numărul 10 la începutul sezonului 2015-16, purtat anterior de Giancarlo Antognoni și Roberto Baggio. Pe 26 noiembrie 2015, Bernardeschi a înscris două goluri într-o remiză 2-2 în deplasare cu FC Basel în faza grupelor din UEFA Europa League. La 6 februarie 2016, Bernardeschi a marcat al doilea gol în Serie A, în timpul unei remize 1-1 împotriva Bolognei.

### Juventus
La 24 iulie 2017, Bernardeschi a semnat cu Juventus pentru suma de 40 de milioane de euro pe un contract de cinci ani.

### Toronto FC
Pe 15 iulie 2022, Bernardeschi a semnat cu clubul din MLS Toronto FC ca jucător desemnat, cu un contract pe patru ani; s-a reunit cu compatrioții italieni Lorenzo Insigne și Domenico Criscito. A debutat pentru club pe 23 iulie 2022, într-o victorie pe teren propriu cu 4-0 împotriva lui Charlotte FC. Bernardeschi a oferit o pasă decisivă la al doilea gol al meciului, marcat de Michael Bradley, și a marcat al treilea gol al meciului, deși a jucat doar în prima repriză. Performanța i-a adus un loc în Echipa Săptămânii MLS. În finala Campionatului Canadian din 2022 împotriva lui Vancouver, trei zile mai târziu, la BC Place, a pregătit egalarea temporară a lui Lukas MacNaughton în repriza secundă cu o centrare, egalând scorul la 1-1; ulterior, a transformat un penalty la loviturile de departajare, deși Toronto a pierdut în cele din urmă cu 5-3. Pe 1 aprilie 2023, a marcat direct dintr-o lovitură de colț (un Olympico) împotriva lui Charlotte FC într-o remiză de 2-2 pe teren propriu.
Pe 18 mai 2024, Bernardeschi a marcat primul său hat-trick în MLS împotriva rivalei C.F. Montréal într-o victorie cu 5-1, după ce s-a întors după o suspendare la mijlocul săptămânii. Pe 1 iulie 2025, a fost de acord cu rezilierea de comun acord a restului contractului său cu clubul.

## Cariera internațională
La 5 martie 2014, el și-a făcut debutul la Italia U-21, într-un meci de calificare Euro 2015 împotriva Irlandei de Nord. A participat la Campionatul European de 21 de ani al UEFA sub conducerea lui Luigi Di Biagio. În perioada 10-12 martie 2014, a fost chemat la echipa națională a Italiei de seniori de antrenorul Cesare Prandelli, ca parte a unui stagiu de evaluare a tinerilor jucători înainte de Cupa Mondială din 2014 , confirmat la următoarea întâlnire între 14 și 15 aprilie.
Bernardeschi a primit primul său apel la echipa de seniori a Italiei de către managerul Antonio Conte în martie 2016 pentru jocurile amicale împotriva Spaniei și Germaniei. Și-a făcut debutul internațional pentru Italia pe 24 martie, intrând de pe bancă într-o remiză de 1-1 împotriva Spaniei și a fost implicat în golul marcat de Lorenzo Insigne. La 31 mai 2016, a fost inclus în lotul lui Conte de 23 de jucători pentru UEFA Euro 2016. A făcut singura apariție în turneu pe 22 iunie, în meciul final din grupă al Italiei, care s-a încheiat cu o înfrângere scor 1-0 cu Irlanda. A marcat primul său gol internațional pe 11 iunie 2017, într-o victorie cu 5-0 pe teren propriu împotriva lui Liechtenstein într-un meci contând pentru Cupa Mondială din 2018.
În iunie 2017, a fost inclus în lotul Italiei sub 21 ani pentru Campionatul European sub 21 de ani de către antrenorul Di Biagio.